# 氯甲酸烯丙酯
氯甲酸烯丙酯是一种有机氯化合物，化学式C
4H
5ClO
2，1924年由德国科学家通过烯丙醇与光气首次合成。它也可由三光气和烯丙醇在吡啶存在下反应制得。